# ШВСМ (хокейний клуб, Київ)
ШВСМ (Школа вищої спортивної майстерності) — українська хокейна команда з Києва.

## Назви
- 1960—1979: «Червоний екскаватор»
- 1980—1984: «Машинобудівник»
- 1985—1995: ШВСМ (Школа вищої спортивної майстерності)
- 1995—1996: ШВСМ-«Сокіл»

## СРСР
Хокейна команда при заводі «Червоний екскаватор» була створена у 1960 році, брала участь у різноманітних міських і республіканських турнірах. Зокрема, з 1960 по 1979 рік команда 12 разів була чемпіоном УРСР, також здобувала перемоги і в кубку республіки. На початку 70-х років основу колективу складали колишні гравці «Динамо» Герман Григор'єв, Юрій Потєхов, Сергій Серебряков, Олександр Шоман.
Старший тренер «Сокола» Анатолій Богданов неодноразово піднімав питання про створення у Києві дочірньої команди. Основу її мали складати перспективні вихованці місцевої «Крижинки». Влітку 1979 року керівництво заводу і республіканської федерації почали створювати команду майстрів для участі в другій лізі чемпіонату СРСР. «Червоний екскаватор» очолив колишній гравець «Динамо» Георгій Юдін, а помічником був призначений Борис Гольцев. З «Сокола» були переведені досвідчені спортсмени Олександр Давиденко і Валерій Мосієнко, продовжував грати Олександр Шоман. У міжсезоння команда провела декілька товариських матчів: зокрема, було здобуто дві перемоги над неодноразовим чемпіоном Польщі «Подгале» (Новий Торг), внічию зіграли з братиславським «Слованом».
Старт у чемпіонаті виявився невдалим, у перших десяти іграх київський колектив зазнав десять поразок. Щоб виправити становище, з «Сокола» були запрошені Микола Свистухін, Олександр Власов і Олександр Сеуканд. У січні 1980 року змінили назву на «Машинобудівник». Завершили дебютний сезон на 14 місці серед 16 учасників.
Вже з другого сезону кращі вихованці почали отримувати запрошення до «Сокола», але в турнірній таблиці команда здебільшого перебувала серед аутсайдерів. 1985 року команда змінює назву на ШВСМ (Школа вищої спортивної майстерності). Ситуація змінилася з приходом Володимира Андрєєва, який суттєво оновив склад, покращив тактичну і технічну підготовку. На третій рік його роботи кияни здобувають перемогу у західній зоні і забезпечують путівку до першої ліги у турнірі кращих команд регіональних турнірів. Три роки «Машинобудівник» виступав у другому дивізіоні, а після пониження у класі став міцним середняком західної зони другої ліги.
| Сезон   | І  | Пер | Н  | Пор | ЗШ  | ПШ  | О   | Місце      | Турнір |
| ------- | -- | --- | -- | --- | --- | --- | --- | ---------- | --- |
| 1979-80 | 60 | 17  | 6  | 37  | 212 | 310 | 40  | 14 з 16    | Друга ліга. Західна зона.                                                                                                |
| 1980-81 | 60 | 37  | 2  | 21  | 271 | 204 | 76  | 5 з 16     | Друга ліга. Західна зона.                                                                                                |
| 1981-82 | 44 | 9   | 8  | 27  | 133 | 206 | 26  | 11 з 12    | Друга ліга. Західна зона.                                                                                                |
| 1982-83 | 52 | 10  | 7  | 35  | 163 | 291 | 27  | 13 з 14    | Друга ліга. Західна зона.                                                                                                |
| 1983-84 | 52 | 27  | 6  | 19  | 229 | 159 | 60  | 7 з 14     | Друга ліга. Західна зона.                                                                                                |
| 1984-85 | 52 | 30  | 8  | 14  | 247 | 161 | 68  | 3 з 14     | Друга ліга. Західна зона.                                                                                                |
| 1985-86 | 66 | 54  | 2  | 10  | 407 | 189 | 110 | 1 з 12     | Друга ліга. Західна зона.                                                                                                |
|         | 4  | 1   | 1  | 2   | 17  | 15  | 3   | 2 з 3 (↑)  | Друга ліга. Фінал трьох переможців.                                                                                      |
| 1986-87 | 36 | 15  | 1  | 20  | 127 | 152 | 31  | 7 з 10     | Перша ліга. Західна зона.                                                                                                |
|         | 36 | 17  | 2  | 17  | 130 | 128 | 36  | 19-20 з 26 | Перша ліга (за 7-26 місця). Західна зона. Замість трьох кращих команд першого етапу виступали три команди з другої ліги. |
|         | 5  | 3   | 0  | 2   | 18  | 16  | 6   |            | Перехідні матчі за право залишитися у першій лізі з «Зіркою» (Оленєгорськ).                                              |
| 1987-88 | 36 | 13  | 4  | 19  | 121 | 145 | 30  | 8 з 10     | Перша ліга. Західна зона.                                                                                                |
|         | 36 | 14  | 7  | 15  | 114 | 112 | 35  | 14         | Перша ліга (за 7-16 місця).                                                                                              |
| 1988-89 | 36 | 9   | 7  | 20  | 94  | 142 | 25  | 9 з 10     | Перша ліга. Західна зона.                                                                                                |
|         | 36 | 17  | 2  | 17  | 118 | 123 | 36  | 6 з 10 (↓) | Перехідний турнір команд першої і другої ліг. Західна зона.                                                              |
| 1989-90 | 66 | 30  | 9  | 27  | 224 | 196 | 69  | 8 з 18     | Друга ліга. Західна зона.                                                                                                |
| 1990-91 | 68 | 31  | 14 | 23  | 202 | 168 | 76  | 5 з 18     | Друга ліга. Західна зона.                                                                                                |
| 1991-92 | 70 | 22  | 8  | 40  | 182 | 215 | 52  | 15 з 19    | Друга ліга. Західна зона.                                                                                                |
| Всього  |    |     |    |     |     |     |     |            | |

Найкраці снайпери кожного сезону:
| Сезон   | Гравець                          | Результат |
| ------- | -------------------------------- | --------- |
| 1979-80 | Олександр Давиденко              | 34        |
| 1980-81 | Олександр Давиденко              | 56        |
| 1981-82 | Олександр Власов                 | 36        |
| 1982-83 | Борис Пушкарьов                  | 18        |
| 1983-84 | Олег Синьков                     | 25        |
| 1984-85 | Валерій Ботвинко                 | 56        |
| 1985-86 | Вадим Сибірко                    | 53        |
| 1986-87 | Валерій Ботвинко                 | 29        |
| 1987-88 | Олексій Олексієнко, Олег Туришев | 19        |
| 1988-89 | Геннадій Котенок                 | 30        |
| 1989-90 | Геннадій Котенок                 | 27        |
| 1990-91 | Віктор Куценко                   | 23        |
| 1991-92 | Євген Млинченко                  | 22        |

Автори закинутих шайб у чемпіонаті СРСР:
- Валерій Ботвинко — 164
- Борис Пушкарьов — 154
- Олег Туришев — 126
- Олександр Власов — 120
- Олег Мудров — 119
- Олександр Давиденко — 113
- Геннадій Котенок — 113
- Олег Синьков — 104
- Вадим Сибірко — 103
- Олексій Кузнецов — 82
- Олексій Олексієнко — 76
- Анатолій Зоров — 73
- Євген Аліпов — 71
- Юрій Цепилов — 61
- Василь Василенко — 59
- Андрій Терпиловський — 59
- Олег Нікулін — 57
- Анатолій Найда — 53
- Віктор Куценко — 46
- Ігор Нікулін — 44
- Ігор Сливинський — 44
- Віктор Гончаренко — 42
- Сергій Бабій — 41
- Олег Подузов — 41
- Андрій Овчинников — 40
- Ігор Іванов — 35
- Вадим Кулабухов — 34
- Євген Млинченко — 33
- Андрій Олексієнко — 32
- Вадим Боровський — 30
- Валерій Мосієнко — 30
- Юрій Бабенко — 28
- Іван Свинцицький — 28
- Едуард Кудерметов — 27
- Микола Свистухін — 27
- Олександр Сеуканд — 25
- Вадим Бут — 23
- Михайло Фадєєв — 23
- В'ячеслав Павленко — 20
- Павло Штефан — 20
- Сергій Успенський — 19
- Анатолій Хоменко — 19
- Дайнюс Бауба — 18
- Ігор Юрченко — 18
- Вадим Шахрайчук — 17
- Володимир Кирик — 16
- Олег Кипта — 15
- Дмитро Підгурський — 15
- Іван Вологжанінов — 14
- Олег Посметьєв — 14
- Олександр Шоман — 14
- Едуард Валіуллін — 13
- Валентин Олецький — 13
- Олександр Сухенко — 13
- Валерій Шахрай — 13
- Михайло Гусаров — 12
- Микола Наріманов — 12
- Олександр Савицький — 12
- Дмитро Саєнко — 12
- Дмитро Христич — 12
- Олег Балабан — 11
- Сергій Давидов — 11
- Олег Васюнін — 10
- Дмитро Крамаренко — 10
- Микола Ладигін — 10
- Олександр Сильнягін — 10
- Анатолій Данько — 9
- Андрій Земко — 8
- Андрій Корнілов — 8
- Олександр Куликов — 8
- Богдан Савенко — 8
- В'ячеслав Тимченко — 8
- Михайло Андрущенко — 7
- Олександр Годинюк — 7
- Євген Попов — 7
- Андрій Сидоров — 7
- Ігор Чибирєв — 7
- Вадим Буценко — 6
- Юрій Гайдай — 6
- Андрій Савченко — 6
- В'ячеслав Свиридов — 6
- Віталій Семенченко — 6
- Василь Бобровников — 5
- Сергій Земченко — 5
- Андрій Кукоба — 5
- В'ячеслав Лепеха — 5
- Андрій Соболєв — 5
- Юрій Гунько — 4
- Олег Кондратюк — 4
- Анатолій Коротков — 4
- Олександр Науменко — 4
- Андрій Ніколаєв — 4
- Владислав Пустовалов — 4
- Володимир Слєпов — 4
- Валерій Ширяєв — 4
- Олександр Алексєєв — 3
- Андрій Андрєєв — 3
- Алі Бурханов — 3
- Сергій Гавриленко — 3
- Сергій Гаркуша — 3
- В'ячеслав Завальнюк — 3
- Сергій Кугута — 3
- Костянтин Пролигін — 3
- Олександр Струков — 3
- Ігор Фролов — 3
- Олексій Житник — 2
- Андрій Іонов — 2
- Андрій Коршунов — 2
- Олександр Кузьминський — 2
- Дмитро Приятель — 2
- Олександр Джус — 1
- Сергій Климентьєв — 1
- Сергій Коваль — 1
- Сергій Корепанов — 1
- Ігор Кучер — 1
- Сергій Лола — 1
- Сергій Лубнін — 1
- Олександр Ляпунов — 1
- Олексій Межебицький — 1
- Олександр Менченков — 1
- Андрій Мірошниченко — 1
- Артем Остроушко — 1
- Олег Полковников — 1
- Євген Рощин — 1
- Ігор Свиридов — 1
- Валерій Сидоров — 1
- Владислав Сірик — 1
- Олександр Трофимов — 1
- Андрій Уткін — 1
- Тод Хаджі — 1
- Сергій Чумак — 1

## Україна
Зі здобуттям Україною Незалежності київська ШВСМ почала виступи в національній першості. В дебютному сезоні-1993 кияни вибороли срібні нагороди, наступного року стали чемпіонами України, а ще через рік здобули бронзу.
Під назвою ШВСМ «Сокіл» у сезоні 1995/96 рр. клуб взяв участь у першому розіграші Східноєвропейської хокейної ліги, в якому зайняв 5 місце.
Турнірна таблиця після першого етапу:
| М  | Команда             | І  | В  | Н | П  | Ш       | О  |
| -- | ------------------- | -- | -- | - | -- | ------- | -- |
| 1. | Німан Гродно        | 28 | 26 | 1 | 1  | 154:057 | 53 |
| 2. | Полімір             | 28 | 22 | 2 | 4  | 175:067 | 46 |
| 3. | Белсталь Жлобин     | 28 | 15 | 4 | 9  | 113:084 | 34 |
| 4. | Юніорс (Рига)       | 28 | 13 | 3 | 12 | 122:074 | 29 |
| 5. | Сокіл-ШВСМ (Київ)   | 28 | 12 | 3 | 13 | 94:086  | 27 |
| 6. | Крижинка-КПІ (Київ) | 28 | 7  | 4 | 17 | 99:136  | 18 |
| 7. | Енергія Електренай  | 28 | 6  | 3 | 19 | 77:151  | 15 |
| 8. | Юність-Мінськ       | 28 | 0  | 2 | 26 | 44:223  | 2  |

Турнір за 5-8 місця:
| М  | Команда              | І  | В  | Н | П  | Ш     | О  |
| -- | -------------------- | -- | -- | - | -- | ----- | -- |
| 5. | Сокіл-ШВСМ (Київ)    | 12 | 10 | 0 | 2  | 57:28 | 20 |
| 6. | Енергія (Електренай) | 12 | 7  | 0 | 5  | 45:39 | 14 |
| 7. | Крижинка-КПІ (Київ)  | 12 | 6  | 1 | 5  | 46:53 | 13 |
| 8. | Юність-Мінськ        | 12 | 0  | 1 | 11 | 30:58 | 1  |

Статистика виступу гравців команди у Східноєвропейській лізі:
| №         | Гравець              | І        | Г        | П        | 0        | Штр      |
| Воротарі  | Воротарі             | Воротарі | Воротарі | Воротарі | Воротарі | Воротарі |
| --------- | -------------------- | -------- | -------- | -------- | -------- | -------- |
|           | Андрій Каращук       | 25       |          |          |          |          |
|           | Костянтин Сімчук     | 12       |          |          |          |          |
|           | Анатолій Семенець    | 4        |          |          |          |          |
| Захисники |                      |          |          |          |          |          |
|           | Владислав Шевченко   | 29       | 4        | 5        | 9        | 47       |
|           | Юрій Лясковський     | 23       | 2        | 5        | 7        | 18       |
|           | Олег Благой          | 30       | 2        | 5        | 7        | 16       |
|           | Сергій Садій         | 38       | 2        | 4        | 6        | 20       |
|           | Сергій Ревенко       | 23       | 1        | 5        | 6        | 26       |
|           | Сергій Іванюк        | 28       | 0        | 5        | 5        | 16       |
|           | Дмитро Толкунов      | 18       | 2        | 2        | 4        | 12       |
|           | Юрій Наваренко       | 2        | 1        | 2        | 3        | 4        |
|           | Василь Полоницький   | 7        | 1        | 2        | 3        | 18       |
|           | Сергій Дешевий       | 28       | 1        | 2        | 3        | 18       |
|           | Олексій Бернадський  | 5        | 0        | 2        | 2        | 4        |
|           | Микола Майко         | 3        | 1        | 0        | 1        | 0        |
|           | Ігор Юрченко         | 2        | 0        | 1        | 1        | 0        |
|           | Максим Лінник        | 16       | 0        | 1        | 1        | 10       |
|           | Василь Фадєєв (1978) | 6        | 0        | 0        | 0        | 4        |
| Нападники |                      |          |          |          |          |          |
|           | Іван Беневельський   | 37       | 19       | 15       | 34       | 4        |
|           | Олег Крикуненко      | 33       | 15       | 7        | 22       | 24       |
|           | Сергій Харченко      | 33       | 10       | 12       | 22       | 24       |
|           | Руслан Федотенко     | 33       | 9        | 11       | 20       | 12       |
|           | Андрій Воюш          | 34       | 16       | 3        | 19       | 20       |
|           | Олександр Яковенко   | 35       | 12       | 6        | 18       | 14       |
|           | Даноло Дідковський   | 25       | 12       | 4        | 16       | 12       |
|           | Дмитро Можейко       | 27       | 5        | 7        | 12       | 16       |
|           | Руслан Безщасний     | 32       | 6        | 5        | 11       | 9        |
|           | Денис Лобановський   | 23       | 7        | 1        | 8        | 4        |
|           | Сергій Чубенко       | 30       | 5        | 3        | 8        | 20       |
|           | Сергій Карнаух       | 22       | 4        | 4        | 8        | 45       |
|           | Олександр Зіневич    | 11       | 3        | 5        | 8        | 10       |
|           | Андрій Бакуненко     | 24       | 3        | 4        | 7        | 10       |
|           | Владислав Зозовський | 12       | 2        | 5        | 7        | 28       |
|           | Юрій Ікрін           | 8        | 4        | 2        | 6        | 4        |
|           | Сергій Картамишев    | 28       | 4        | 2        | 6        | 6        |
|           | Валентин Олецький    | 2        | 2        | 3        | 5        | 2        |
|           | Євген Млинченко      | 2        | 3        | 0        | 3        | 2        |
|           | Володимир Дехтяренко | 4        | 3        | 0        | 3        | 0        |
|           | Віктор Куценко       | 2        | 2        | 0        | 2        | 8        |
|           | Костянтин Касянчук   | 2        | 1        | 1        | 2        | 0        |
|           | Андрій Ніколаєв      | 6        | 1        | 0        | 1        | 4        |
|           | Роман Сальников      | 7        | 1        | 0        | 1        | 6        |
|           | Андрій Городничий    | 2        | 0        | 1        | 1        | 0        |
|           | Олег Лиходід         | 2        | 0        | 0        | 0        | 4        |
|           | Сергій Разін         | 7        | 0        | 0        | 0        | 6        |

Влітку 1996 року ШВСМ припинила своє існування. Наступного року на базі команди було створено новий «армійський» клуб «Беркут-ППО», який вже не мав статусу фарм-клубу «Сокола».

## Досягнення
Чемпіонат України:
- Чемпіон (1): 1994
- Срібний призер (1): 1993
- Бронзовий призер (1): 1995

Чемпіонат СРСР
- Переможець західної зони другої ліги (1): 1986
- Бронзовий призер західної зони другої ліги (1): 1985

## Тренери
| Сезон   | Головний тренер   | Тренери                                   |
| ------- | ----------------- | ----------------------------------------- |
| 1979-80 | Георгій Юдін      | Борис Гольцев                             |
| 1980-81 | Георгій Юдін      | Борис Гольцев, Микола Свистухін (граючий) |
| 1981-82 | Георгій Юдін      | Борис Гольцев, Микола Свистухін           |
| 1982-83 | Борис Гольцев     | Микола Свистухін                          |
| 1983-84 | Володимир Андрєєв | Олександр Сеуканд                         |
| 1984-85 | Володимир Андрєєв | Олександр Сеуканд                         |
| 1985-86 | Володимир Андрєєв | Петро Андрєєв                             |
| 1986-87 | Володимир Андрєєв | Петро Андрєєв                             |
| 1987-88 | Олександр Сеуканд | Олександр Власов                          |
| 1988-89 | Олександр Сеуканд | Олександр Власов, Ігор Нікулін            |
| 1989-90 | Олександр Сеуканд | Ігор Нікулін                              |
| 1990-91 | Олександр Сеуканд | Ігор Нікулін                              |
| 1991-92 | Олександр Сеуканд | Олег Ісламов                              |
| 1992-93 | Віктор Чибирєв    | Олег Ісламов                              |
| 1993-94 | Віктор Чибирєв    | Олег Ісламов                              |
| 1994-95 | Віктор Чибирєв    | Олександр Вадзинський                     |
| 1995-96 |                   |                                           |